# 김치선
김치선(金致善, 1899년 10월 6일 ~ 1968년 2월 24일) 호는 고봉(高峰)이며, 목사, 신학자, 교육자이다. 대한신학교 (현재 안양대학교) 설립자이며, 마두원 선교사와 함께 대한예수교성경장로회(현재 대한예수교장로회(대신))을 공동 창립하였다. 최근 이종전 교수와 이정현 교수등에 의해서 설교집과 신학연구가 새롭게 부흥하고 있다.

## 생애
김치선은 1899년 10월 6일 함경남도 함흥읍 서호리에서 김영준과 최현숙 사이의 장남으로 태어났다. 1916년 캐나다 선교사 루터 L. 영(Luther L. Young, 한국명 영재영)의 양자가 되었으며, 1919년 3·1운동 당시 학생 대표로 활동하다가 체포되어 서대문형무소에서 1년간 복역하였다.
1922년 함흥 연생고등학교를 졸업하고 서울의 연희전문학교에 입학하였으며, 1925년 7월 18일 이홍순과 결혼하였다. 1927년 연희전문학교를 졸업한 후 평양 조선예수교장로회신학교에 입학하고, 곧 일본으로 건너가 고베중앙신학교에 입학하여 1930년 졸업하였다. 이후 미국으로 유학하여 1931년부터 1933년까지 필라델피아의 웨스트민스터신학교에서, 1934년부터 1935년까지는 텍사스 달라스신학교에서 수학하였다.
귀국 후에는 고향 함흥에서 목회하였으며, 1937년 일본으로 건너가 고베중앙교회를 설립하고 1938년에는 도쿄 신주쿠로 이주하여 신주쿠중앙교회(新宿中央敎會)에서 사역하였다. 1939년에는 해당 교회 목사로 정식 취임하였으며, 『복음의 진수』 등의 저술과 설교 활동으로 일본 경찰에 연행되어 수감되기도 하였다.
1944년 신주쿠중앙교회를 사임하고 메구로교회(目黑敎會)를 설립하였으며, 같은 해 귀국하여 서울 남대문교회 제6대 목사로 취임하였다. 해방 이후에는 한국 교회의 재건과 부흥운동에 앞장섰으며, 1946년에는 ‘300만부흥전도회’를 결성하였다.
1950년대에는 대한신학교(현 서울신학대학교)의 전신인 야간장로교신학원의 교장으로 취임하였고, 학교 명칭 변경 후에도 제3대 교장을 역임하였다. 1951년에는 장로회총회신학교(현 총신대학교) 창립에 참여하여 초대 교수로 임명되었으며, 1952년에는 서울 창동교회를 개척하였다.
1954년 서울 관악산에 벧엘기도원을 설립하였으며, 1961년에는 대한예수교성경장로회(현 대한예수교장로회(대신)) 창립총회를 개최하고 초대 총회장으로 선출되었다. 이후 서울 중앙교회(현 청파중앙교회)에서 시무하였다.
1966년 뇌암 판정을 받고 수술을 받았으며, 병세가 악화되어 1968년 2월 24일 사하였다. 시신은 관악산 벧엘기도원에 안장되었으며, 1995년에는 안양 물왕리의 남대문교회 동산으로 이장되었다.

## 참고 문헌
- 김치선,'복음의 진수'(복음세계사,1940)

- 김치선,'기독인의 초석'(복음세계사,1944)

- 김치선,'구약사기'(복음세계사,1955)

- 김치선,'갈라디아서'(길영사,1956)

- 김동화,'한국의 예레미야 김치선 목사를 추모하며: 나에게 있어 영원한 것'(기독교연합사,1998)

- 전민수,'이만 팔천여 동네에 가서 우물을 파라: 성도들을 위한 대신교단사>(영찬서원,2001)

- 한국고등신학연구원(KIATS),'한국 기독교 지도자 강단설교 김치선'(홍성사,2011)

## 같이 보기
- 한상동
- 박형룡
- 박윤선
- 한국의 신학자 목록
- 개혁신학자
- 이정현